# コペンハーゲン条約 (1709年)
コペンハーゲン条約（コペンハーゲンじょうやく、英語: Treaty of Cophenhagen）は、大北方戦争中の1709年10月22日に締結された条約。
デンマーク＝ノルウェー王フレデリク4世とロシア・ツァーリ国のピョートル1世の同盟はスウェーデン王カール12世により1700年のトラヴェンタール条約で粉砕されたが、この条約により同盟が再び成立した。条約に署名したロシア代表はヴァシーリー・ルキーチ・ドルゴルーコフだった。